# Ramo grande
La ramo grande est une race bovine du Portugal, originaire des Açores.

## Origine
Des bovins ont été apportés par les navigateurs portugais aux Açores où ils ont été élevés en autarcie, créant la race. Elle serait issue d'un métissage des races portugaises alentejana et mirandesa et de la race britannique shorthorn. Elle doit son nom à la plaine de Ramo grande sur l'île de Terceira. 
Des animaux ont été introduits sur le continent, au Portugal, pour y exploiter ses qualités. Les 600 animaux de 2004 ont donné 2 700 individus en 2013.
Face au danger de disparition de la race, un registre généalogique a été ouvert en 1994 et des mesures de conservations ont été prises. Une association des éleveurs aux Açores a été créée pour promouvoir la viande de ramo grande.

## Morphologie
Elle porte une robe froment à fauve. Le mâle est plus foncé au niveau du garrot et de l'encolure, teinte brun-rouge. Les cornes sont courtes. 

## Aptitudes

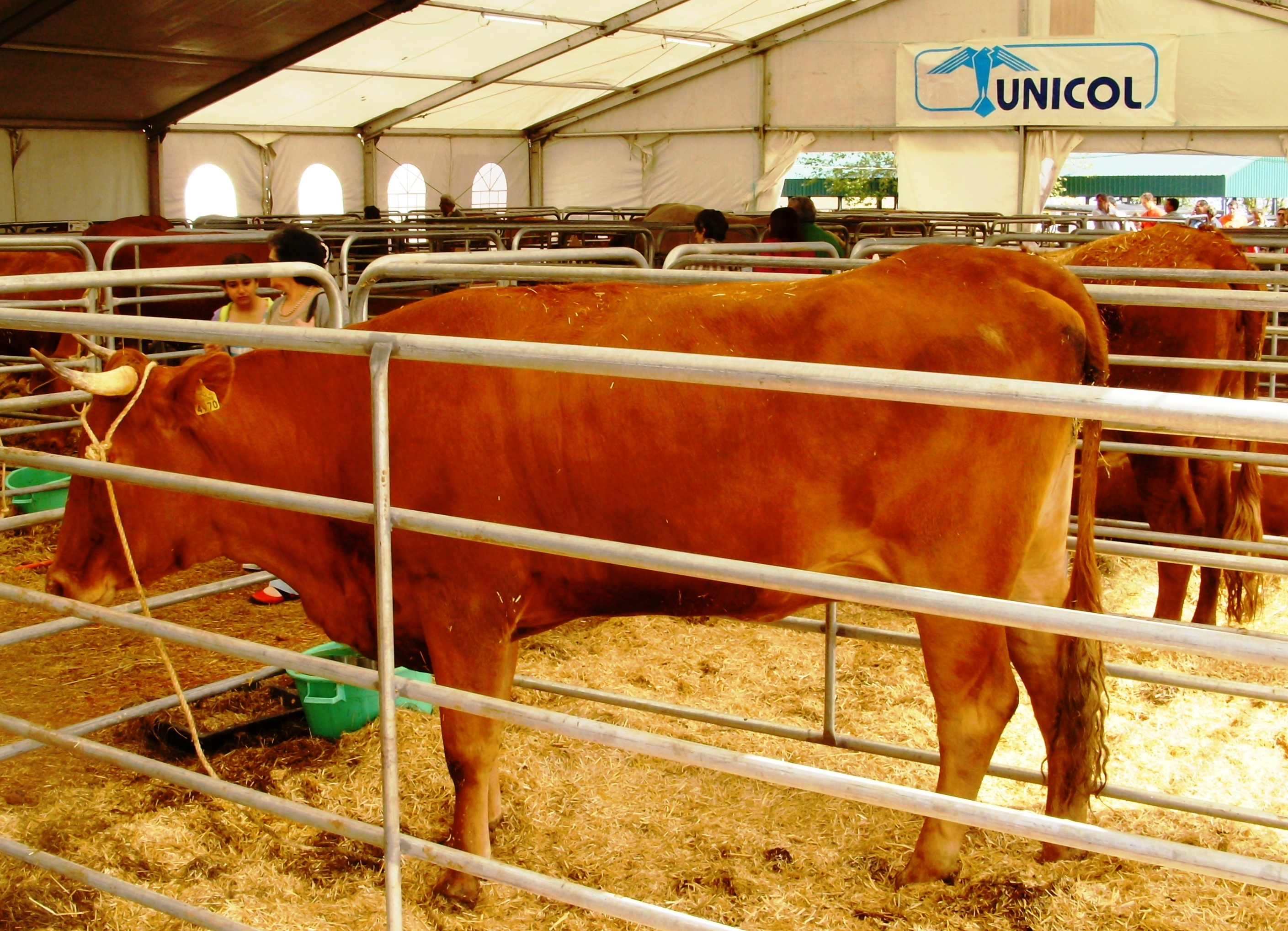
Vache Ramo Grande à un salon agricole aux Açores.

C'est une ancienne race à triple destination : travail, viande et lait. Les vaches donnaient quelques litres de lait pour la consommation familiale. Les mâles castrés donnaient des bœufs de travail que l'on engraissait en fin de vie pour leur viande. Ce mode d'élevage s'est arrêté avec la mécanisation de l'archipel. Un temps en perte de vitesse, la race est en voie d'être relancée comme race bouchère. Les animaux sélectionnés donnent des carcasses de bonne conformation à la viande maigre et savoureuse. 
La qualité de la viande et de l'élevage des Açores a abouti à la création d'une appellation d'origine protégée en 2003.